# Khan El Khalili (película)
Khan El Khalili (en árabe egipcio: خان الخليلي) es una película dramática egipcia de 1967 dirigida por Atef Salem. Ingresó en el quinto Festival Internacional de Cine de Moscú.

## Elenco
- Samira Ahmed
- Imad Hamdi
- Hassan Youssef